# Provincia de Llanquihue (1861-1976)
La provincia de Llanquihue fue una división político-administrativa de Chile que existió en dos periodos entre 1861 y 1976. Es antecesora de la actual provincia del mismo nombre.

## Antecedentes
Se han atestiguado vestigios de poblamiento humano en el actual territorio de la provincia de Llanquihue de al menos 14 500 años de antigüedad, en el sitio de Monte Verde. En tiempos históricos, la zona estuvo poblada por los huilliches, entre quienes a veces se distingue a los "cuncos", un pueblo agricultor y pescador que es la rama sureña del pueblo mapuche.
Desde fines del siglo XVI se establecieron en la zona los conquistadores españoles, quienes fundaron en la ribera norte del canal de Chacao el pueblo de Carelmapu y el fuerte de Calbuco, y redujeron al sistema de encomiendas a los indígenas de toda el área de Maullín y del archipiélago de Calbuco. 
Durante la época colonial esta zona dependía del gobierno de Chiloé y al comenzar la guerra de independencia de Chile sus habitantes se unieron al bando realista, de modo que combatieron en contra de los independentistas durante las campañas de Chiloé y solo pasaron a formar parte de Chile a partir del tratado de Tantauco, en 1826.
A partir de 1852 se asentaron los primeros colonos alemanes. Gracias a los agentes y pioneros de la colonización alemana en Chile, Vicente Pérez Rosales y Bernhard Eunom Philippi, el lago Llanquihue vuelve a la historia a mediados del siglo XIX. 
La fecha definitiva que da comienzo a la colonización alemana de la zona es el 28 de noviembre de 1852, ocasión en que llegaron a las costas del actual Puerto Montt los primeros inmigrantes que se instalarían en la actual cuenca del lago Llanquihue, habilitando un puerto para comunicarse con Puerto Varas. El río Maullín nace en sus proximidades de la pequeña ciudad, desaguando el lago.
El 27 de junio de 1853 se creó el territorio de colonización de Llanquihue.

## Provincia de Llanquihue (1861-1928)
La provincia de Llanquihue fue creada mediante ley el 22 de octubre de 1861 —en los inicios del gobierno de José Joaquín Pérez— con tres departamentos y cuatro municipalidades. Esta ley segregó el departamento de Carelmapu de la provincia de Chiloé, el departamento de Osorno de la provincia de Valdivia y creó el departamento de Llanquihue a partir del antiguo Territorio de Colonización de Llanquihue, creado en 1853. La ciudad de Puerto Montt fue designada como cabecera de la provincia.
| Departamento | Cabecera     |
| ------------ | ------------ |
| Osorno       | Osorno       |
| Llanquihue   | Puerto Montt |
| Carelmapu    | Calbuco      |

Los límites quedaron fijados de la siguiente manera:

Al norte, el rio Bueno, desde su desembocadura en el mar hasta el punto en que se reúne el rio Pilmaiquen, i desde este punto el curso de este rio i la laguna de Dollegue; al oriente, la cordillera de los Andes; al poniente, el mar; i al sur, el Territorio de Magallanes.
Ley del 22 de octubre de 1861

El 3 de octubre de 1863, mediante decreto, fueron demarcados los departamentos, subdelegaciones y distritos que componían la nueva provincia.
Durante este periodo, y por lo menos hasta fines del siglo XIX, el límite sur de la provincia de Llanquihue no estuvo claro pues su jurisdicción se superponía con la establecida para la provincia de Chiloé, especialmente desde 1885, cuando se designó de manera explícita una zona de Chiloé continental —entre el fiordo Comau y río Vodudahue por el norte, y el río Rayas (al norte de la futura ciudad de Chaitén) por el sur— al departamento de Quinchao, cuyos límites serían validados posteriormente en 1891 por la Ley de Comuna Autónoma. De cualquier forma, el límite sur se encontraba como mínimo en el estero Comau y como máximo en el paralelo 47° S  en la península de Taitao, límite norte del Territorio de Magallanes.
Prueba de la jurisdicción de Llanquihue sobre el territorio en cuestión fue la colonia de Palena. En 1888 una veintena de familias chilotas llegó hasta la desembocadura del río Palena para instalarse en la isla Los Leones, por lo que el enero de 1889 el gobierno de José Manuel Balmaceda creó —en el mismo lugar donde décadas después se establecería Puerto Raúl Marín Balmaceda— la colonia de Palena (Bajo Palena), dependiente de la Intendencia de Llanquihue. Aunque fracasaría hacía 1900, la colonia sería el primer proceso formal de colonización en la Patagonia aysenina.

### Ley de Comuna Autónoma
En 1891 se publicó la Ley de Comuna Autónoma y se crearon nuevas municipalidades a nivel nacional.
La provincia de Llanquihue quedó configurada de la siguiente manera:
| Departamento | Municipalidades |
| ------------ | --------------- |
| Osorno       | Osorno          |
| Osorno       | San Pablo       |
| Osorno       | Riachuelo       |
| Llanquihue   | Puerto Montt    |
| Llanquihue   | Frutillar       |
| Llanquihue   | Octay           |
| Carelmapu    | Calbuco         |
| Carelmapu    | Abtao           |
| Carelmapu    | Maullín         |

#### Modificaciones
- En 1894 el gobierno declaró, mediante decreto, que el territorio comprendido entre los paralelos 42° S y 47° S, y que no hubiera sido asignado por disposiciones anteriores a la provincia de Chiloé, formaba parte del departamento de Llanquihue.[8]

- En 1902 se estableció la municipalidad de Río Negro en el departamento de Llanquihue;[9] dos años después, se anexó al departamento de Osorno.[10]

- En 1912 la comuna de Frutillar cambió de nombre a «Puerto Varas».[11]

- En 1915 se creó la 7.ª subdelegación Río Simpson, dependiente de la comuna de Puerto Montt, con sus límites fijados entre el río Rayas y el paralelo 47° S.[12]

- En 1919 se estableció la comuna de Rahue en el departamento de Osorno.[13]
- En 1922 la comuna de Abtao fue suprimida.[14]

En apego a las disposiciones de la Constitución de 1925, en diciembre de ese año se promulgó el Decreto Ley 803 que modificaba la división político-administrativa de Chile. En lo pertinente a la provincia de Llanquihue, cambiaba algunos límites comunales, restablecía la comuna de Abtao y creaba las comunas de Palena y Aysén, a partir de lo que era la 7.ª subdelegación Río Simpson, pero asignándolas a la provincia de Chiloé. Sin embargo, el decreto ley, como lo determinaba su artículo 15°, entraba en vigencia después de las elecciones municipales de 1927. En 1926 la demarcación territorial de la provincia era la siguiente:
| Departamento | Comunas          |
| ------------ | ---------------- |
| Osorno       | Osorno           |
| Osorno       | San Pablo        |
| Osorno       | Riachuelo        |
| Osorno       | Río Negro (1902) |
| Osorno       | Rahue (1919)     |
| Llanquihue   | Puerto Montt     |
| Llanquihue   | Puerto Varas     |
| Llanquihue   | Octay            |
| Carelmapu    | Calbuco          |
| Carelmapu    | Maullín          |

## Provincia de Chiloé (1928-1937)
En 1927 asumió la presidencia de Chile Carlos Ibáñez del Campo. A fines de ese mismo año el gobierno impulsó un nuevo orden político-administrativo nacional. Se suprimió la provincia de Llanquihue, el departamento de Llanquihue se fusionó con el de Carelmapu se anexó a la provincia de Chiloé, y el departamento de Osorno pasó a formar nuevamente parte de la provincia de Valdivia. Puerto Montt quedó como capital de la nueva provincia de Chiloé.
A su vez, fueron eliminadas las comunas de Rahue y Rupanco, y se creó la comuna-subdelegación de Fresia. También fue suprimida la comuna de Octay, cuyo territorio se anexó a la comuna de Osorno —pero volvería en 1933 como la comuna-subdelegación «Puerto Octay», esta vez integrada al departamento de Osorno—.
En 1936, sobre la base de territorios que pertenecían a Fresia y Puerto Varas, se creó la comuna-subdelegación de Frutillar. Posteriormente, a fines de ese año, se creó el departamento de Puerto Varas, el cual entró en vigencia el 1 de enero de 1937. Su territorio lo integraron las comunas-subdelegaciones de Puerto Varas, Fresia y Frutillar.

## Provincia de Llanquihue (1937-1976)
El 12 de febrero de 1937 se dictó la Ley 6027, que dividió la provincia de Chiloé en dos; así, se restableció la provincia de Llanquihue, esta vez con cuatro departamentos: Puerto Varas, Llanquihue, Maullín y Calbuco. La siguiente modificación administrativa llegó en 1950 con la creación de la comuna-subdelegación de Cochamó. Junto con Puerto Montt conformó una agrupación municipal que tuvo su cabecera en la ciudad puerto.
En 1961 se creó la comuna-subdelegación de Los Muermos, a partir de territorio de Maullín. La nueva entidad entró en funcionamiento el 1 de enero de 1962. Finalmente, la última modificación llegó en 1968 con la creación de la comuna de Llanquihue, a partir de territorio de Puerto Varas. De esta forma, en 1974 la división político-administrativa de la provincia era:
| Departamento | Comunas            |
| ------------ | ------------------ |
| Puerto Varas | Puerto Varas       |
| Puerto Varas | Frutillar (1936)   |
| Puerto Varas | Fresia (1928)      |
| Puerto Varas | Llanquihue (1968)  |
| Llanquihue   | Puerto Montt       |
| Llanquihue   | Cochamó (1951)     |
| Maullín      | Maullín            |
| Maullín      | Los Muermos (1962) |
| Calbuco      | Calbuco            |

Esta realidad se mantuvo hasta 1976, cuando entró en vigencia el proceso de regionalización impulsado por la dictadura militar. Se suprimieron los departamentos y se creó la actual provincia de Llanquihue, que pasó a integrar la X Región. El cambio más importante a nivel provincial fue la segregación de la parte sureste de la comuna de Puerto Montt, que se anexó a la provincia de Chiloé. Posteriormente dicho territorio, en 1979, se traspasaría a la nueva provincia de Palena y conformaría la nueva comuna de Hualaihué.